# Ginger's Reign
Pour plus de détails, voir Fiche technique et Distribution.
Ginger's Reign est un film muet américain réalisé par Burton L. King, sorti en 1914.

## Fiche technique
- Titre : Ginger's Reign
- Réalisation : Burton L. King
- Scénario : Izola Forrester
- Producteur :
- Société de production : Vitagraph Company of America
- Sociétés de distribution : General Film Company (États-Unis), Vitagraph Company (Royaume-Uni)
- Pays de production :  États-Unis
- Langue : Anglais
- Métrage : 300 m
- Format : Noir et blanc — 35 mm — 1,33:1 — Muet
- Genre : Film dramatique
- Durée : 11 minutes
- Date de sortie : 
  - États-Unis : 9 mars 1914

## Distribution
- Patricia Palmer : Ginger
- Gayne Whitman : Jim
- Charles Bennett
- George Cooper
- George Kunkel
- Jane Novak